# Kotanhipperga, Aland
Kotanhipperga là một làng thuộc tehsil Aland, huyện Gulbarga, bang Karnataka, Ấn Độ.